# 宇都宮市立東小学校
宇都宮市立東小学校（うつのみやしりつ ひがししょうがっこう）は、栃木県宇都宮市東塙田一丁目にある公立小学校。

## 沿革
- 1879年（明治12年）12月 - 開智校（宮島町の能延寺、児童213名）、時習校（小袋町の宝蔵寺、児童230名）、導民校（二荒山下、児童242名）を合併して[1]、新宿町に「栃木県下野国河内郡第1大学区第39番中学区公立小学宇都宮東校」創立。
- 1881年（明治14年） - 新宿町校舎、火災により全焼。清巖寺などを借用して授業再開。12月に仮校舎建築。
- 1885年（明治18年） - 女子部が独立し清水町に校舎新築し「公立宇都宮女学東校」と改称。男子部は「宇都宮東校男子部」に。両校とも児童数は43名前後。
- 1886年（明治19年） - 学区制定により男女両校を合わせて宇都宮尋常小東校に改称（校舎は別々）。
- 1887年（明治20年） - 小学校令公布により、東校は尋常小学校と市修業年限4年に改編。「河内郡立第1高等小学校」を併置。
- 1888年（明治21年） - 「河内郡立第1高等小学校」は曲師町の新築校舎へ移転。
- 1896年（明治29年） - 市制施行により宇都宮市立宇都宮尋常小学校東校と改称。
- 1902年（明治35年） - 仮校舎のままだった男子部校舎を本格的に改築竣工。
- 1908年（明治41年） - 塙田町の現在地に2階建ての校舎を新築移転し、宇都宮東校と女学東校は新校舎に合同移転（併学）。
- 1910年（明治43年） - 簗瀬小学校開校に伴い、通学区域を分離。
- 1927年（昭和2年） - 宇都宮市尋常小学校東校に校名改称。
- 1928年（昭和3年） - 今泉小学校が開校し、東北本線以東の通学区域を分離する。
- 1929年（昭和4年） - 師範学校代用附属小として昭和小学校開校に伴い、赤門通りを境に通学区域を分離。
- 1939年（昭和14年） - 宇都宮市東尋常小学校に校名改称。
- 1941年（昭和16年） - 宇都宮市東国民学校に校名改称。
- 1945年（昭和20年） - 空襲により校舎、校旗を焼失。
- 1946年（昭和21年） - 仮校舎竣工。仮校舎は1,2年生が使用し、陽北中学校や宇商高に分散して授業を行う。
- 1947年（昭和22年） - 宇都宮市立東小学校に校名改称。
- 1952年（昭和27年） - 錦小学校開校に伴い、通学区域を分離。
- 1958年（昭和33年） - 創立80周年式典で、校歌を制定。
- 1967年（昭和42年） - 学校プールの竣工。
- 1971年（昭和46年） - 鉄筋コンクリートの北校舎、屋内体育館竣工。
- 1972年（昭和47年） - 鉄筋コンクリートの南校舎竣工。
- 1978年（昭和53年） - 創立100周年記念式典。
- 2011年（平成23年） - 二宮金次郎像を南門近くに設置。
- 2014年（平成26年） - 南校舎改修工事完了。
- 2015年（平成27年）
  - 9月15日 - 新体育館竣工。
  - 10月 - 旧体育館の解体工事開始（翌月終了）。
- 2016年（平成28年）12月28日 - 北校舎改修工事完了（工事期間中は校庭にプレハブ校舎を設置）。
- 2017年（平成29年）
  - 6月14日 - 旧体育館跡地を職員・来校者用駐車場への造成工事完了。
  - 9月20日 - 校庭整地工事が完了。

## 児童数
在校児童数は、明治12年の開校時は170名で、昭和5年度の2,000名までは毎年増加していた。一時減少するものの昭和25年度の2,162名が最高で、その後は少子化の影響などにより減少し、平成27年度は240名、平成30年度は205名。2022年（令和4年）5月現在は195名

## 通学区域
- 宇都宮市[4]
  - 一番町の一部
  - 大曽1丁目 - 5丁目
  - 大通り1丁目 - 2丁目・3丁目の一部・4丁目・5丁目
  - 上大曽町
  - 栄町
  - 千波町
  - 仲町
  - 塙田1丁目の一部・2丁目の一部・3丁目・4丁目
  - 馬場通り3丁目の一部・4丁目の一部
  - 東塙田1丁目 - 2丁目
  - 宮町の一部
  - 八幡台の一部
  - 山本1丁目の一部

## 進学先中学校
- 宇都宮市立陽北中学校

中学受験などを受け、宇都宮大学共同教育学部附属中学校や栃木県立宇都宮東高等学校・附属中学校、私立中学校などへ進学する場合もある。

## 交通
- JR東北本線宇都宮駅より北西へ1.2km、徒歩約12分。
- 宇都宮駅より関東バスで宇商高経由富士見が丘団地行き、帝京大学行き、宇都宮美術館行き、玉生車庫行き等で、「東校西」バス停下車。